# Hartswater
Hartswater ist eine Stadt in der Provinz Nordkap (Northern Cape) in Südafrika. Sie ist Sitz der Gemeinde Phokwane im Distrikt Frances Baard.

## Geographie
2011 hatte Hartswater 10.465 Einwohner. 48 Prozent der Bewohner gaben 2011 Afrikaans als Muttersprache an, 38 % Setswana. Die Stadt liegt am Phokwane River, einem Nebenfluss des Harts River, der in den Vaal entwässert. Das Gebiet des Ortes ragt spornartig in die Provinz Nordwest hinein. Hartswater ist das Zentrum des Bewässerungssystems Vaalharts Irrigation Scheme von Vaalharts Water, mit rund 370 Quadratkilometern Fläche eines der weltweit größten künstlich bewässerten Gebiete. Nördlich liegt die Stadt Taung, südlich Jan Kempdorp und Warrenton.

## Geschichte
Der Bau des Ortes begann 1948, 1960 wurde er als Gemeinde anerkannt. Der Ort wurde nach dem nahen Harts River benannt.

## Verkehr
Hartswater ist ein landwirtschaftliches Zentrum. Daneben gibt es eine Weinkellerei und das Hartswater Hospital. Die Stadt liegt an der National Route 18, die unter anderem Vryburg und Taung im Norden mit Jan Kempdorp und Warrenton im Süden verbindet. Die Bahnstrecke (Warrenton–)Veertien–Hartswater–Mahikeng führt parallel zur N18 und wird im Güterverkehr bedient.